# Municipio de Towanda (condado de Butler)
El municipio de Towanda (en inglés: Towanda Township) es un municipio ubicado en el condado de Butler en el estado estadounidense de Kansas. En el año 2010 tenía una población de 2668 habitantes y una densidad poblacional de 28,62 personas por km².

## Geografía
El municipio de Towanda se encuentra ubicado en las coordenadas 37°46′24″N 96°59′11″O / 37.77333, -96.98639. Según la Oficina del Censo de los Estados Unidos, el municipio tiene una superficie total de 93.21 km², de la cual 93.16 km² corresponden a tierra firme y (0.06%) 0.05 km² es agua.

## Demografía
Según el censo de 2010, había 2668 personas residiendo en el municipio de Towanda. La densidad de población era de 28,62 hab./km². De los 2668 habitantes, el municipio de Towanda estaba compuesto por el 96.4% blancos, el 0.26% eran afroamericanos, el 0.75% eran amerindios, el 0.52% eran asiáticos, el 0.22% eran isleños del Pacífico, el 0.37% eran de otras razas y el 1.46% pertenecían a dos o más razas. Del total de la población el 2.17% eran hispanos o latinos de cualquier raza.